# Theme from Mahogany (Do You Know Where You're Going To)
Theme from Mahogany (Do You Know Where You're Going To) is een nummer geschreven door Michael Masser en Gerry Goffin. In 1973 werd het voor het eerst opgenomen door Thelma Houston, die er geen succes mee boekte. In 1975 werd het gecoverd door Diana Ross op de soundtrack van de film Mahogany. Op 24 september van dat jaar werd het nummer uitgebracht als single.

## Achtergrond
"Theme from Mahogany (Do You Know Where You're Going To)" werd in 1973 geschreven door Michael Masser en Gerry Goffin en werd destijds opgenomen door Thelma Houston onder de titel "Do You Know Where You're Going To". Zij bracht het enkel in Nieuw-Zeeland uit als single, maar wist hier de hitlijsten niet mee te halen.
In 1975 speelde Diana Ross in haar tweede film, genaamd Mahogany. Voor deze film werd "Do You Know Where You're Going To" opgenomen als titelsong. In deze versie gaat het over een vrouw, gespeeld door Ross, die in Rome een succesvol modeontwerpster wordt. Het nummer is opgenomen met een compleet orkest, inclusief Leland Sklar als elektrische basgitarist en Hal Blaine als drummer.
Als single bereikte "Theme from Mahogany" de eerste plaats in de Amerikaanse Billboard Hot 100 en kwam het ook in Canada, Ierland en het Verenigd Koninkrijk in de top 5 terecht. In Nederland kwam de single tot de vierde plaats in zowel de Top 40 als de Nationale Hitparade, terwijl in Vlaanderen de veertiende plaats in de voorloper van de Ultratop 50 werd gehaald. In 1976 werd het nummer genomineerd voor een Oscar in de categorie beste originele nummer. In dat verband zong Ross het nummer via satelliet vanuit Amsterdam.

## Covers
"Theme from Mahogany" werd gecoverd door vele artiesten. Bekende versies zijn afkomstig van:
- Nicole Rieu nam in 1976 een Franstalige versie op onder de titel "En courant".
- Dinah Shore zette in 1976 een cover op haar album Dinah!.
- Johnny Mathis nam het in 1976 op voor zijn album I Only Have Eyes for You.
- Shirley Bassey coverde het in 1995 voor haar album Shirley Bassey Sings the Movies met enkel covers van bekende filmnummers.
- 2 Brothers on the 4th Floor maakten in 1998 een rapversie onder de titel "Do You Know?", die tot plaats 18 in de Nederlandse Top 40 kwam en tot plaats 26 in de Mega Top 100 kwam.
- Mariah Carey zette het als bonustrack op haar compilatiealbum #1's uit 1998.
- Jennifer Lopez zette het als bonustrack op haar album On the 6 uit 1999.
- Tina Arena coverde het in 2007 op haar album Songs of Love & Loss.
- Me First and the Gimme Gimmes zetten het in 2008 op hun verzamelalbum Have Another Ball.
- De Filipijnse zangeres Juris coverde het in 2013 op haar album Dreaming of You.
- Pianist Richard Clayderman zette het in 2015 op zijn album Essential Love Songs.

## Hitnoteringen

### Diana Ross

#### Nederlandse Top 40
| Hitnotering: 31-01-1976 t/m 03-04-1976 | Hitnotering: 31-01-1976 t/m 03-04-1976 | Hitnotering: 31-01-1976 t/m 03-04-1976 | Hitnotering: 31-01-1976 t/m 03-04-1976 | Hitnotering: 31-01-1976 t/m 03-04-1976 | Hitnotering: 31-01-1976 t/m 03-04-1976 | Hitnotering: 31-01-1976 t/m 03-04-1976 | Hitnotering: 31-01-1976 t/m 03-04-1976 | Hitnotering: 31-01-1976 t/m 03-04-1976 | Hitnotering: 31-01-1976 t/m 03-04-1976 | Hitnotering: 31-01-1976 t/m 03-04-1976 | Hitnotering: 31-01-1976 t/m 03-04-1976 |
| Week                                   | 1                                      | 2                                      | 3                                      | 4                                      | 5                                      | 6                                      | 7                                      | 8                                      | 9                                      | 10                                     |                                        |
| -------------------------------------- | -------------------------------------- | -------------------------------------- | -------------------------------------- | -------------------------------------- | -------------------------------------- | -------------------------------------- | -------------------------------------- | -------------------------------------- | -------------------------------------- | -------------------------------------- | -------------------------------------- |
| Positie                                | 30                                     | 11                                     | 7                                      | 4                                      | 4                                      | 7                                      | 17                                     | 26                                     | 33                                     | 37                                     | uit                                    |

#### Nationale Hitparade
| Hitnotering: 31-01-1976 t/m 13-03-1976 | Hitnotering: 31-01-1976 t/m 13-03-1976 | Hitnotering: 31-01-1976 t/m 13-03-1976 | Hitnotering: 31-01-1976 t/m 13-03-1976 | Hitnotering: 31-01-1976 t/m 13-03-1976 | Hitnotering: 31-01-1976 t/m 13-03-1976 | Hitnotering: 31-01-1976 t/m 13-03-1976 | Hitnotering: 31-01-1976 t/m 13-03-1976 | Hitnotering: 31-01-1976 t/m 13-03-1976 |
| Week                                   | 1                                      | 2                                      | 3                                      | 4                                      | 5                                      | 6                                      | 7                                      |                                        |
| -------------------------------------- | -------------------------------------- | -------------------------------------- | -------------------------------------- | -------------------------------------- | -------------------------------------- | -------------------------------------- | -------------------------------------- | -------------------------------------- |
| Positie                                | 26                                     | 9                                      | 5                                      | 4                                      | 5                                      | 8                                      | 20                                     | uit                                    |

#### NPO Radio 2 Top 2000
| Nummer met noteringen in de NPO Radio 2 Top 2000 | '99 | '00 | '01 | '02  | '03  | '04  | '05  | '06  | '07  | '08  | '09  | '10  | '11  | '12  | '13  | '14  | '15  | '16-'18 | '19  |
| ------------------------------------------------ | --- | --- | --- | ---- | ---- | ---- | ---- | ---- | ---- | ---- | ---- | ---- | ---- | ---- | ---- | ---- | ---- | ------- | ---- |
| Theme from Mahogany                              | 809 | 739 | 728 | 1068 | 1199 | 1136 | 1186 | 1114 | 1309 | 1153 | 1252 | 1316 | 1601 | 1795 | 1707 | 1617 | 1793 | -       | 1995 |

1. ↑  Een '-' betekent dat het nummer niet was genoteerd en een vetgedrukt getal geeft de hoogste notering aan.
2. ↑  Deze tabel is bijgewerkt tot en met de laatste editie (2024).

### 2 Brothers on the 4th Floor

#### Nederlandse Top 40
| Hitnotering: 11-04-1998 t/m 16-05-1998 | Hitnotering: 11-04-1998 t/m 16-05-1998 | Hitnotering: 11-04-1998 t/m 16-05-1998 | Hitnotering: 11-04-1998 t/m 16-05-1998 | Hitnotering: 11-04-1998 t/m 16-05-1998 | Hitnotering: 11-04-1998 t/m 16-05-1998 | Hitnotering: 11-04-1998 t/m 16-05-1998 | Hitnotering: 11-04-1998 t/m 16-05-1998 |
| Week                                   | 1                                      | 2                                      | 3                                      | 4                                      | 5                                      | 6                                      |                                        |
| -------------------------------------- | -------------------------------------- | -------------------------------------- | -------------------------------------- | -------------------------------------- | -------------------------------------- | -------------------------------------- | -------------------------------------- |
| Positie                                | 29                                     | 24                                     | 19                                     | 18                                     | 18                                     | 35                                     | uit                                    |

#### Mega Top 100
| Hitnotering: 11-04-1998 t/m 30-05-1998 | Hitnotering: 11-04-1998 t/m 30-05-1998 | Hitnotering: 11-04-1998 t/m 30-05-1998 | Hitnotering: 11-04-1998 t/m 30-05-1998 | Hitnotering: 11-04-1998 t/m 30-05-1998 | Hitnotering: 11-04-1998 t/m 30-05-1998 | Hitnotering: 11-04-1998 t/m 30-05-1998 | Hitnotering: 11-04-1998 t/m 30-05-1998 | Hitnotering: 11-04-1998 t/m 30-05-1998 | Hitnotering: 11-04-1998 t/m 30-05-1998 |
| Week                                   | 1                                      | 2                                      | 3                                      | 4                                      | 5                                      | 6                                      | 7                                      | 8                                      |                                        |
| -------------------------------------- | -------------------------------------- | -------------------------------------- | -------------------------------------- | -------------------------------------- | -------------------------------------- | -------------------------------------- | -------------------------------------- | -------------------------------------- | -------------------------------------- |
| Positie                                | 46                                     | 36                                     | 28                                     | 26                                     | 31                                     | 44                                     | 55                                     | 87                                     | uit                                    |